# Igreja Evangélica Grega
A Igreja Evangélica Grega (IEG) - em grego Ελληνική Ευαγγελική Εκκλησία (transliterado como Ellinikí Evangelikí Ekklisía) - é uma denominação reformada presbiteriana, constituída em 1828 na Grécia. Nos anos seguintes, a denominação se espalhou para outros países, plantando igrejas no Chipre e outros locais da diáspora grega.

## História

### Iconoclastia
Em 726, o imperador bizantino Leão III, o Isauro, estabeleceu a proibição do culto às imagens. Sua proibição ficou conhecida como iconoclastia e foi confirmada no Concílio de Hieria, em 754. Deste concílio participaram as igrejas católicas ortodoxas, mas não a Igreja Católica Romana.
Por conta disso, houve um cisma temporário entre os dois ramos do Cristianismo. Todavia, as decisões do Concílio de Heria foram revogadas no Segundo Concílio de Niceia, em 787, que contou com a partipação dos católicos romanos e católicos ortodoxos, que reestabeleceram a comunhão neste período.

### Reforma Protestante
No Século XVII, as doutrinas do calvinismo chegaram ao conhecimento do Patriarca Ortodoxo Grego de Alexandria Cirilo Lucaris. O patriarca, posteriormente eleito Patriarcado Ecumênico de Constantinopla, tentou promover uma reforma no Catolicismo Ortodoxo, mas não obteve sucesso.
Em 1638, Cirilo foi morto, e em 1672, o Sínodo de Dositheus rejeitou seus ensinos.

### Formação da denominação

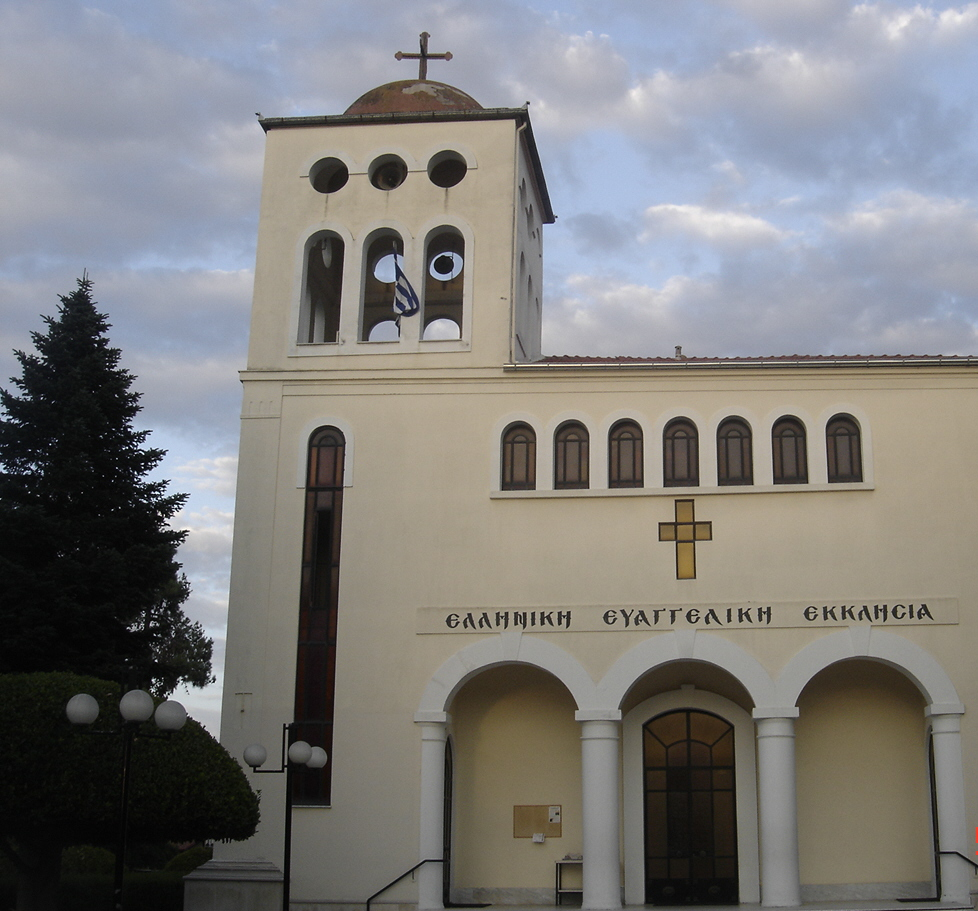
Igreja Evangélica Grega em Katerini, Pieria, Grécia.

Em 1828, Jonas King missionário congregacional estadunidense iniciou seu trabalho em Atenas.
King trabalhou com a formação de escolas e promoveu estudos da bíblia em sua casa. Consequentemente, o cirurgião e teólogo Michail Kalapothakis, converteu-se ao Protestantismo. 
Em 1858, Kalapothakis iniciou a publicação de um jornal, intitulado Estrela do Oriente.  Em 1860 Kalopothakis fundou a primeira "Escola Dominical" (catequética) na Grécia, enquanto em 1872 fundou a primeira "Associação Juvenil Cristã".
Durante a revolução cretense de 1866-69, Kalopothakis e seus associados fundaram uma organização para o tratamento de refugiados de Creta, que fornecia comida, abrigo e educação a milhares de pessoas necessitadas.
Em 1871, a primeira Casa Evangélica do Eufrates foi construída em Atenas, em frente aos Pilares de Zeus Olímpico. Nos anos seguintes, igrejas evangélicas foram criadas em Tessalônica, Pireu, Vólos e Janina. Em 1877 essas Igrejas formaram o primeiro Sínodo das Igrejas Evangélicas, que as uniu em um só corpo.
Ao longo dos anos, igrejas evangélicas gregas também foram estabelecidas em outras cidades na Grécia e na Ásia Menor, em Esmirna, Magnésia, Vaidir (Baydir), Kotior (Ordos), Semen, Amiso (Samsountas), Constantinopla, Axario (Ak-Sikhar). Estas igrejas estabeleceram a "Associação de Igrejas Evangélicas" em 1883. Além das igrejas acima, havia também seis outras igrejas evangélicas independentes nas áreas de Bei-Alan, Sardogani (Sardogan), Flaviano (Zinjidere), Moutalaskis (Talas), Prokopio (Urkiup) e Kyourumze . Em geral, todas estas Igrejas tinham um pequeno número de membros, mas cooperavam entre si e com as correspondentes igrejas na Grécia, cooperação que se expressava, entre outras coisas, pela rotação ou pelas deslocações dos seus párocos.
Uma personalidade importante para as Igrejas da Ásia Menor foi Xenofonte Moschou, eminente filólogo e tradutor.
Durante o genocídio grego os pastores evangélicos da Ásia Menor P. Pavlidis, X. Bostanzoglou, A. Ioakeimidis e D. Theocharidis foram assassinados. Consequentemente, muitos gregos étnicos da região se mudaram para a Grécia no Século XX.
Os refugiados evangélicos ou aderiram às igrejas já existentes na Grécia, ou criaram novas nos lugares onde se instalaram. Assim, novas comunidades evangélicas foram formadas em Atenas, Katerini, Sevasti, Mylotopos Giannitsson, Veria e Akropotamos de Thessaloniki. Em 1924, foi formada a Associação Evangélica Panhelênica, que incluía todas as Igrejas. Em 1938, esta Associação passou a denominar-se Igreja Evangélica Grega, que era coordenada através do seu Sínodo.
Em 2014, a denominação foi oficialmente reconhecida pelo estado grego.

## Doutrina
A denominação permite a ordenação de mulheres e possui uma confissão de fé própria, extremamente semelhante à Confissão de Fé de Westminster. A diferença mais notável da confissão é a sua exclusão da cláusula filioque.

## Relações intereclesiásticas
A denominação participa do Conselho Mundial de Igrejas e da Comunhão Mundial das Igrejas Reformadas.